# Hadrotarsus yamius
Hadrotarsus yamius är en spindelart som beskrevs av Wang 1955. Hadrotarsus yamius ingår i släktet Hadrotarsus och familjen klotspindlar.
Artens utbredningsområde är Taiwan. Inga underarter finns listade i Catalogue of Life.